# Jean Goldkette
Jean Goldkette, né probablement le 18 mars 1893 à Patras (Grèce) et mort le 24 mars 1962 à Santa Barbara en Californie, est un pianiste et chef d'orchestre américain.

## Biographie
La date de naissance de Jean Goldkette est incertaine : longtemps elle a été connue comme le 18 mars 1899 à Valenciennes, en France, mais des recherches publiées en 2015 dans le Grove Dictionary of Music and Musicians indiquent finalement une naissance le 18 mars 1893, six ans plus tôt, à Patras en Grèce. 
Il semble avoir passé sa jeunesse en Europe (Grèce et Russie) où très jeune, il commence une carrière de musicien classique. Il émigre aux États-Unis au début des années 1910. En 1919, il dirige une maison d'édition musicale à Détroit.
Dans les années 1920, Goldkette dirige plusieurs orchestres de danse et de jazz. Dans les faits, il n'y a pas un "orchestre de Jean Goldkette" mais un ensemble d'orchestres portant le "label Goldkette" dont il n'est que l'impresario. Goldkette se réserve la direction du plus prestigieux. L'orchestre le plus connu est son "Victor Recording Orchestra" (1924–1927) dans lequel où l'on peut entendre des musiciens comme Bix Beiderbecke, Hoagy Carmichael, Jimmy Dorsey, Tommy Dorsey, Bill Rank, Eddie Lang, Frankie Trumbauer, Pee Wee Russell et Joe Venuti. Cet orchestre enregistre de nombreux disques pour le label "Victor" dont des plages fameuses mettant en vedette Bix Beiderbecke. Le 13 octobre 1926, au "Roseland Ballroom" de New York, un duel d'orchestres oppose la formation de Goldkette à celle de Fletcher Henderson. C'est Goldkette qui en sort vainqueur. En septembre 1927, Goldkette, pour des raisons mal déterminées, dissout son orchestre vedette. Une partie du personnel est embauché par Paul Whiteman, alors directeur d'un orchestre de jazz symphonique très populaire. Goldkette remonte quelques mois plus tard un autre orchestre vedette qui enregistre, lui aussi, de nombreux titres pour le label victor. En 1929, Goldkette dissout définitivement son orchestre.
La même année, Goldkette est impresario des McKinney's Cotton Pickers puis, au début des années 1930, du Casa Loma Orchestra. Golkette, « star des années 20 », glisse peu à peu dans l'anonymat. Goldkette continue sa carrière d'agent artistique sans retrouver le succès. Il tente une carrière de pianiste classique qui ne connaît pas un franc succès. En 1939, il monte l' American Symphony Orchestra qui se produit au Carnegie Hall de New York. Là aussi, le succès est mitigé et il semble qu'à partir de 1944, il soit en quasi-retraite à Kansas City avant de déménager en Californie en 1961 où il meurt l'année suivante.

## CD actuellement disponibles
Les enregistrements de Goldkette - initialement sur 78 tours - ne sont pas faciles à se procurer. Actuellement, quelques compilations en CD - à petits tirages - sont disponibles :
- Jean Goldkette. The Victor recording : 1924-1929". [Best of]. Transatlantic Audio, 2002
- Jean Goldkette. The Jean Goldkette's Bands : 1924-1929". [Best of]. Timeless, 2003
- Bix Beiderbecke. Bix Beirderbecke with the Jean Goldkette Orchestra" [Best of]. Challenge, 2003

Enfin, on peut trouver tous les titres enregistrés (prises alternatives comprises) par Bix Beiderbecke avec Goldkette sur la superbe intégrale en 12 cd : Bix restaured publiée par AllMusic.